# Бородин, Николай Иванович (полковник)
Николай Иванович Бородин (31 августа 1906 года, город Смела, ныне Черкасская область — неизвестно, Черновцы) — советский военный деятель, Полковник (1943 год).

## Начальная биография
Николай Иванович Бородин родился 31 августа 1906 года в городе Смела ныне Черкасской области.

## Военная служба

### Довоенное время
В сентябре 1927 года был призван в ряды РККА, после чего был направлен на учёбу в Киевскую артиллерийскую школу комсостава РККА, после окончания которой в апреле 1931 года был направлен в 30-й артиллерийский полк, дислоцированный в Днепропетровске (Украинский военный округ), где служил на должностях командира огневого взвода, командира взвода управления, начальника разведки артиллерийского дивизиона, командира взвода полковой школы и временно исполняющего должность командира батареи.
С апреля 1932 года Бородин служил в Харьковской школе Червоных старшин на должностях командира взвода, помощника командира и временно исполняющего должность командира батареи, с января 1935 года — на должностях помощника начальника штаба и временно исполняющего должность командира дивизиона этой школы, а в декабре того же года был назначен на должность помощник начальника отдела боевой подготовки Управления начальника артиллерии Харьковского военного округа.
В январе 1937 года был направлен на учёбу на курсы усовершенствования командного состава зенитной артиллерии в Евпатории, после окончания которых в мае был назначен на должность помощник начальника и временно исполняющего должность начальника 2-го отделения 1-го отдела.
С мая по июль 1938 года Бородин находился на сборах слушателей Военной академии имени М. В. Фрунзе, затем на больших учебных сборах в другом военном округе, после возвращения из которых с ноября того же года исполнял должность помощника начальника 3-го отделения 1-го отдела.
В 1939 году, находясь на должности помощника начальника оперативного управления штаба артиллерии 12-й армии (Украинский фронт), участвовал в ходе похода в Западную Украину, в том числе в боевых действиях в районе городов Чортков и Дрогобыч. С января по октябрь 1940 года выдержал государственное испытание в Военной академии имени М. В. Фрунзе, после чего был назначен на должность начальника 2-го отделения 1-го отдела Управления начальника артиллерии Прибалтийского военного округа.

### Великая Отечественная война
С началом войны Бородин находился на прежней должности. Принимал участие с ходе приграничных боевых действий на каунасском направлении в составе Северо-Западного фронта, а затем в оборонительной операции на рижском и двинском направлениях. В июле 1941 года был назначен на должность начальника разведывательного отдела штаба артиллерии Северо-Западного фронта, после чего принимал участие в ходе оборонительных боевых действий на псковском и новгородском направлениях, в августе — во фронтовом контрударе под Сольцами и Ситней, а с сентября по ноябрь — в оборонительных боевых действиях в районах Новгорода, Старой Руссы, Холма и Демянска. В ходе боёв за Новгород в октябре Бородин был контужен.
В конце 1941 года в течение двух месяцев временно командовал 279-м гаубичным артиллерийским полком РГК. В январе 1942 года в составе 27-й армии принимал участие в ходе Демянской наступательной операции, а с марта по апрель — в оборонительных боевых действиях 11-й и 1-й ударной армий против старорусской группировки противника. Летом формировал и в течение трёх месяцев временно командовал 32-й отдельной миномётной бригадой.
В феврале 1943 года Бородин в составе 1-й ударной армии принимал участие в ходе Демянской наступательной операции, а в июне того же года был назначен на должность начальника штаба артиллерии Управления командующего артиллерией 34-й армии (Северо-Западный фронт), ведшей наступательные боевые действия против старорусской группировки противника. В ноябре войска армии были переданы в состав 1-й ударной армии, а управление выведено в резерв Ставки Верховного Главнокомандования, а в январе 1944 года было преобразовано в 4-ю армию, которая дислоцировалась в Иране (Закавказский фронт), а полковник Бородин был назначен на должность начальника штаба артиллерии Управления командующего артиллерией, а в октябре того же года — на должность начальник штаба 1-го артиллерийского корпуса прорыва, находившегося в резерве Ставки Верховного Главнокомандования на Ленинградском фронте, не принимая участия в боевых действиях. Во время формирования в Лужском учебном артиллерийском лагере с 24 октября 1944 по 3 января 1945 года временно исполнял должность командира этого корпуса.

### Послевоенная карьера
После окончания войны полковник Николай Иванович Бородин находился на прежней должности в городах Митава и Каунас (Прибалтийский военный округ). В 1946 году корпус был передислоцирован в посёлок Раздольное (Приморский военный округ), где вскоре был расформирован.
В марте 1948 года Бородин был назначен на должность начальника штаба артиллерии Управления командующего артиллерией Дальневосточного военного округа. В декабре 1950 года был направлен на учёбу на Высшие артиллерийские академические курсы при Артиллерийской академии имени Ф. Э. Дзержинского, после окончания которых в октябре 1951 года был назначен на должность начальника штаба артиллерии Южно-Уральского военного округа.
С мая 1955 года состоял в распоряжении начальника 10-го Управления Генштаба Советской Армии и в сентябре был направлен в длительную командировку на должность военного советника командующего артиллерией Пекинского военного округа в Китае. С июля 1958 года находился в распоряжении главнокомандующего Сухопутных войск, а затем в октябре был назначен на должность начальника военной кафедры Черновицкого государственного университета.
Полковник Николай Иванович Бородин в июле 1959 года вышел в запас. Умер в Черновцах.

## Награды
- Орден Ленина;
- Три ордена Красного Знамени;
- Два ордена Красной Звезды;
- Медали.